# 高橋力
髙橋 力（たかはし ちから、1947年 - ）は日本の競馬にかかわる実業家。

## 来歴
東京都府中市出身。日本大学獣医学部（現在の生物資源科学部）卒業後、1970年から1990年まで日本中央競馬会に所属。同会では獣医師として活動し、のちに理事を務める。
その後ダーレー・ジャパン・ファーム代表、ダーレー・ジャパン社長（のち会長）、ダーレー・ジャパン・レーシング取締役に就任し兼任していた。2007年11月1日、ダーレー・ジャパン会長とダーレー・ジャパン・レーシング取締役の役職を解任され、その後ダーレー・ジャパン・ファーム代表も退いた。
2008年3月、アメリカで開かれたバレッツ社のセールに参加し、のちに日本でGI競走を勝つこととなるスーニとテスタマッタを購買した。

## テレビ番組
- 日経スペシャル ガイアの夜明け 知られざる競走馬ビジネス～始まったディープインパクト争奪戦～（2006年10月10日、テレビ東京）[6]。- アラブ石油王の日本での競走馬ビジネス進出の野望を取材。